# Edgar Diehl

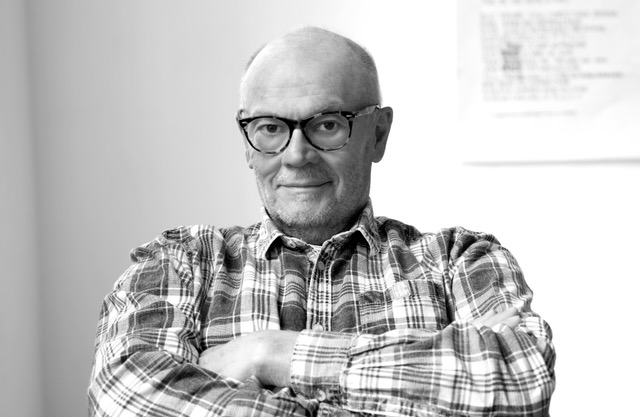
Edgar Diehl

Edgar Diehl (* 29. April 1950 in Sprendlingen) ist ein deutscher Maler, Künstler, Autor und Kurator. Er ist ein Vertreter der Konkreten Kunst.

## Leben
Edgar Diehl studierte von 1970 bis 1972 Architektur an der Technischen Universität Berlin. Anschließend widmete er sich dem Studium der Malerei und Kunsttheorie (bis 1978) an der Staatlichen Hochschule für Bildende Künste – Städelschule in Frankfurt am Main bei Raimer Jochims, der ihn 1978 zum Meisterschüler ernannte.
Über seine Entwicklung als Künstler berichtet Diehl in seinem Buch Farbzeiten ausführlich. So schreibt er über seine Jugendjahre: „Mein Berufswunsch war immer bildender Künstler gewesen. Ich hatte mich nur nie getraut, dies auszusprechen.“ und bezieht sich dabei auf seine bürgerliche Herkunft, der solche „Spinnereien“ fremd waren. Er berichtet anschaulich über sein Kunststudium bei Raimer Jochims und dessen Impulse auf seine Entwicklung. Über die Frage: „[…] wieviel Farbe ist nötig, damit sie erlebbar wird?“ kommt er zu der Erkenntnis, dass je stärker die Farbe, umso ruhiger die Form sein müsse, und referiert über seine große Liebe zur Landschaftsmalerei: „Schon lange habe ich die wiederkennbaren Formen von Landschaft, Porträts und Architektur zugunsten einer Arbeit an der freien Farbe aufgegeben. Trotzdem bin ich im Inneren immer noch dem Thema des Unendlichen in der Endlichkeit verbunden und behaupte, dass meine heutigen Farbreliefs eigentlich noch immer Landschaften sind.“
Auch die Entwicklung weg von reiner Farbflächenmalerei hin zum Gestaltungselement des Reliefs berichtet er in seinem Buch: „Das Relief ist für mich so interessant, weil es eine Brückenposition einnimmt. Es liegt zwischen Bild und Skulptur, zwischen zweiter und dritter Dimension. […] Ich finde Nahtstellen interessant, die Übergänge zwischen Dimensionen und den Wechsel in den jeweils gültigen Gesetzen.“
Edgar Diehl war 2010, 2013, 2018 und 2021 für den Internationalen Evard-Preis nominiert.
2019 hat Edgar Diehl den Otto-Schaffner-Preis für Plastik und Skulptur Mörfelden-Walldorf für sein Kunstwerk Hemingways Koffer gewonnen. Die drei Meter hohe Skulptur aus gelochtem Stahlblech ermöglicht dem Betrachter beim Umkreisen überraschende Einblicke und Sichtbezüge.
Diehl lebt und arbeitet in Wiesbaden.

## Werke in öffentlichen Sammlungen (Auswahl)
- J. C. Ammann, Frankfurt am Main
- AOK, Deutschland
- Artothek Wiesbaden, Wiesbaden
- Deutsche Börse, Frankfurt am Main
- Deutsche Bundesbank, Frankfurt am Main
- Deutscher Markenverband, Wiesbaden
- Deutsches Aktieninstitut, Frankfurt am Main
- ING-DiBa, Frankfurt am Main
- Hessisches Landesmuseum Wiesbaden
- Hessischer Rundfunk, Frankfurt am Main
- Nassauischer Kunstverein, Wiesbaden
- Arthur D. Little, Deutschland
- Nestlé-Gruppe Deutschland, Deutschland
- Sammlung Derricks,[10] Fürstenfeldbruck
- Sammlung Stern, Wiesbaden
- Staatsbauamt Frankfurt am Main
- Tetra-Pak-Gruppe Deutschland, Hochheim/Main
- Wiesbadener Volksbank, Wiesbaden
- Nassauische Sparkasse, Wiesbaden
- Dr. Murphy, Boston, USA

## Ausstellungen

### Einzelausstellungen
- 1985: Edgar Diehl, Galerie Appel und Fertsch, Frankfurt am Main
- 1990: Abercrombie, Environment, Bellevue -Saal, Wiesbaden
- 1991: Abercrombie, Bleche, Hadra, Lionstöchterlegenlos,[11] Museum Pfalzgalerie Kaiserslautern, Kaiserslautern
- 2008: Farbreliefs, Galerie Veronika Kautsch, Michelstadt
- 2010: Überraschung und Widerspruch, dr.julius / ap, Berlin
- 2012: Edgar Diehl, Sydney Non Objectives (SNO 88), Sydney, Australien
- 2013: Farberkundung 3, IKKP, Archiv Eugen Gomringer, Kunsthaus Rehau, Rehau
- 2013: Healing Colors, Conny Dietzschold Gallery, Sydney, Australien
- 2016: Serendipity, Pentimenti Gallery, Philadelphia, USA
- 2020: Palindrome, Pentimenti Gallery, Philadelphia, USA
- 2021: Palindrome II,[12] Üblacker-Häusl, München
- 2021: Juxtaposition (zwei einzelne Ausstellungen im selben Raum von Edgar Diehl, Sofi Zezmer),[13] Oberfinanzdirektion Frankfurt am Main, Frankfurt am Main
- 2022: Palindrome,[14] Galerie Leonhard, Graz, Österreich
- 2024: Edgar Diehl: One–Artist–Show auf der Art Karlsruhe,[15] Art Karlsruhe, Galerie Schmalfuss, Berlin

### Ausstellungsbeteiligungen

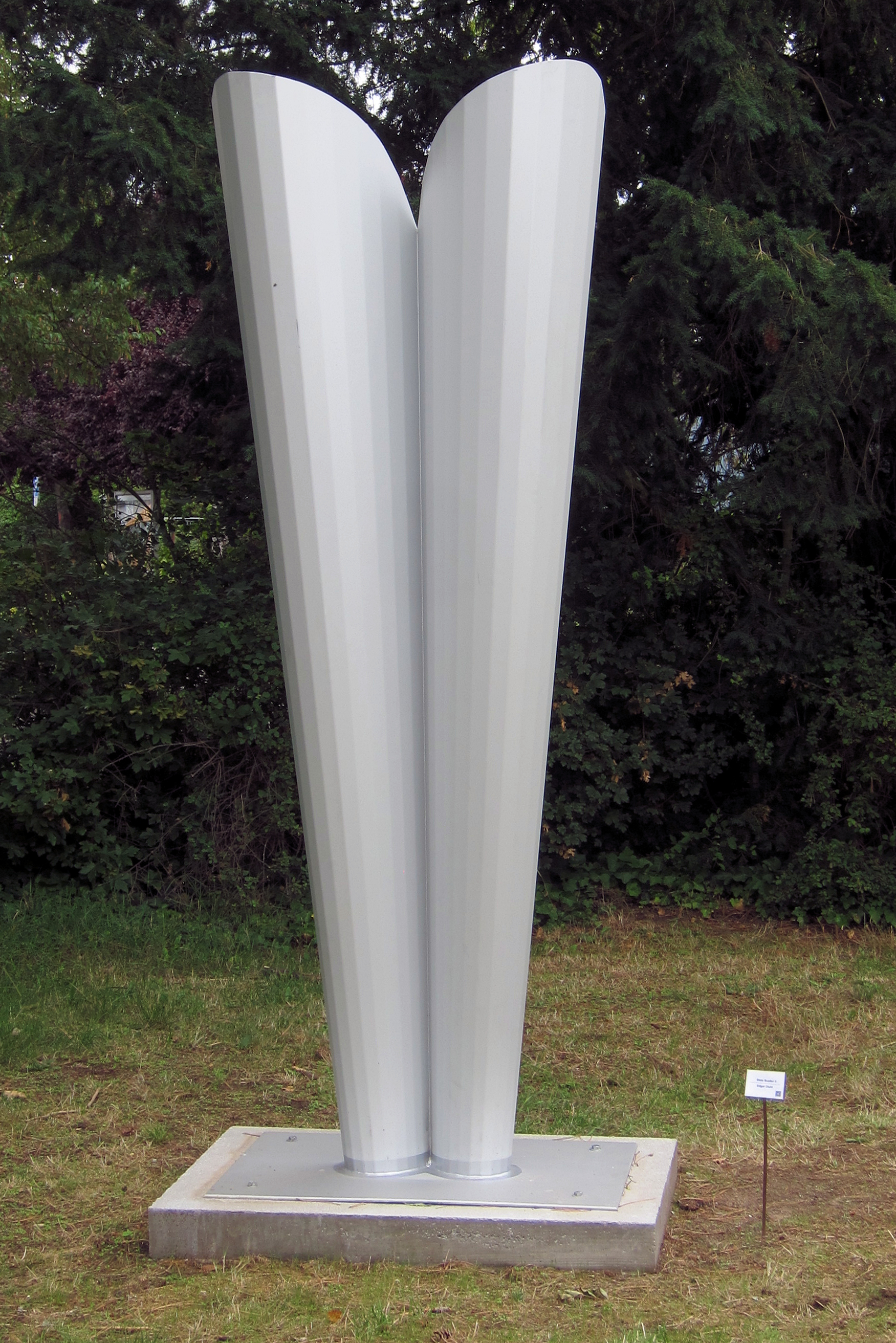
Stele „Bustier II“ von Edgar Diehl im 25. Skulpturenpark (2023) in Mörfelden

- 1983: Materie und Form, ETH Zürich, Zürich, Schweiz
- 1989: Nonfigurative-essentielle-Malerei, Nassauischer Kunstverein, Wiesbaden, Deutschland
- 1998: Reduktive Künstler der dritten Generation, Museum Modern Art Hünfeld, Hünfeld, Deutschland
- 2007: Die Aufgabe des Ich (mit Reinhard Lättgen), Bellevuesaal Wiesbaden
- 2009: grenzgänger der konkreten kunst, Künstlerverein Walkmühle, Wiesbaden, Deutschland
- 2011: Colour and Space, IS –projects Leiden, Niederlande
- 2012: Reliefreduktiv,[16] Künstlerverein Walkmühle, Wiesbaden, Deutschland
- 2013: Doppler, Parallel Art Space, New York, USA
- 2014: Reliefreduktiv 2, Kunstverein Speyer
- 2014: Doppler-Shift,[17] Visual Art Center, New Jersey, USA
- 2015: Territory of Abstraction,[18] Pentimenti Gallery, Philadelphia, USA
- 2016: Exploration in Visual Art, Kunstverein Erlangen, Erlangen
- 2017: Oppler, Transmitter Gallery Brooklyn, New York, USA
- 2018: Out of Shape, Kunsthalle Wiesbaden
- 2019: Kunst–Spiele–Kunst, Kunststation Kleinsassen, Hofbieber
- 2023: Geometrische Illusionen: Edgar Diehl und Gabriel Mazenauer,[19] Galerie Jetlischka, Zürich
- 2023: Skulpturen im Park: Ausstellung der bisherigen Preisträger des  Otto-Schaffner-Preis,[20] Skulpturenpark Mörfelden-Walldorf
- 2024: Bitcrusher,[21] International Biennale of Non.Objective & Reductive Art, Galerie New Contemporary, Bangkok, Thailand
- 2024: Sino–German Contemporary Art Exhibition, Jiangxi Provincial Art Museum, Nanchang, China

## Kunst im öffentlichen Raum
- 1976: Prakash, Fassade Wittelsbacherallee/Habsburgerallee, Frankfurt am Main
- 1984: Treppenhaus der Firma 6/0/7, Darmstadt, 1. Preis Wettbewerb
- 1986: einnegermitgazellezagtimregennie, Vitrinen-Installation, Vierjahreszeiten, Wiesbaden
- 1991: Nereus, Stele aus farbigem Beton und Edelstahl, Tetra-Pak-Gruppe Deutschland, Hochheim/Main
- 1992: Neumond, Installation, Wiesbadener Volksbank, Wiesbaden
- 1993: Die Aneignung des Wahlverwandten, Installation, Airport Country-Hotel, Bad Weilbach/Taunus
- 1994: Bitte Setzen, Installation und Performance, Kunstverein Volxheim/Nahe
- 1998: Außenfassaden und Trompe-l’œil-Malerei an einem spätklassizistischen Wohn- und Geschäftshaus, Bad Schwalbach/Taunus
- 1999: Florida, Außenfassaden eines Wohnhauses aus den sechziger Jahren, Riederbergstraße 73, Wiesbaden
- 2000: Liebeserklärung, Gesamtes Außenbild, Umbau von Fassade, Eingang, Farbgebung; Kur-, Stadt- und Apothekenmuseum Bad Schwalbach
- 2005: Walter Debo 1955, Edgar Diehl 2005, Genremalerei, in der Kreuzgasse 23, Idstein/Taunus
- 2006: Ihr und Wir = 1, elf temporäre Straßen-Überspannungen, Wellritzstraße, Wiesbaden (mit Thomas Stolz), 1. Preis Kommunaler Wettbewerb
- 2019: Stele Bustier (Neuaufstellung),[22] Friedhof Mörfelden-Walldorf

## Kuratorische Arbeit
- 1985: Het Apollohuis, Paul Panhuisen / Johan Goedhardt, Klanginstallation, Konzert und Dokumentation Apollohuis, Eindhoven, Kunsthaus Wiesbaden
- 1989: 14 Hessische Künstler, Permanente Ausstellung, Finanzamt Frankfurt-Höchst, Frankfurt am Main
- 1991: Vom Röstigraben, Ausstellung von 13 Schweizer Künstlern, Nassauischer Kunstverein, Wiesbaden
- 1993: We are going slowly, Ausstellung von 4 jungen Künstlern aus Belgien, Nassauischer Kunstverein, Wiesbaden
- 1998: Reduktive Künstler der dritten Generation, Museum Modern Art Hünfeld, Hünfeld
- 2006: Grenzgänger der Konkreten Kunst, Ausstellung mit 19 Positionen, Künstlerverein Walkmühle, Wiesbaden
- 2012: Reliefreduktiv 1, Ausstellung mit 15 internationalen Künstlern, Künstlerverein Walkmühle, Wiesbaden
- 2014: Reliefreduktiv 2, Ausstellung mit 16 internationalen Künstlern, Kunstverein Speyer, Speyer
- 2014: Reliefreduktiv 3, Ausstellung mit 7 internationalen Künstlern, QuadrART Dornbirn, Österreich
- 2015: Reliefreduktiv 4, Ausstellung mit 18 internationalen Künstlern, Neuer Kunstverein Aschaffenburg
- 2015: Reliefreduktiv 5 Ausstellung mit 17 internationalen Künstlern, Galerie Bunsen/Götz, Nürnberg
- 2017:New Optics I, Galerie Thomas Hühsam, Offenbach
- 2017 New Optics II, Galerie Claudia Weil, Augsburg
- 2018 New Optics II, Museum Modern Art, Hünfeld
- 2018 Edgar Diehl & Friends, Galerie Mariette Haas, Ingolstadt

## Publikationen
- Farbzeiten. Wie Farben auf Menschen wirken. Sozialgeschichtliche Erfahrungen mit Farben. aktualisierte Neu- Auflage. Drachen-Verlag, Klein Jasedow 2011, ISBN 978-3-927369-57-3.